# Ski de fond aux Jeux olympiques de 1992
Navigation
Calgary 1988 Lillehammer 1994
Les épreuves de ski de fond des Jeux olympiques de 1992 se sont déroulées du 9 au 22 février aux Saisies. 

## Palmarès

### Hommes
| Épreuves        | Or                                                               | Argent                                                               | Bronze                                                              |
| 10 km classique | Vegard Ulvang                                                    | Marco Albarello                                                      | Christer Majbäck                                                    |
| 15 km poursuite | Bjørn Dæhlie                                                     | Vegard Ulvang                                                        | Giorgio Vanzetta                                                    |
| 30 km classique | Vegard Ulvang                                                    | Bjørn Dæhlie                                                         | Terje Langli                                                        |
| 50 km libre     | Bjørn Dæhlie                                                     | Maurilio De Zolt                                                     | Giorgio Vanzetta                                                    |
| Relais 4×10 km  | Norvège Terje Langli Vegard Ulvang Kristen Skjeldal Bjørn Dæhlie | Italie Giuseppe Pulie Marco Albarello Giorgio Vanzetta Silvio Fauner | Finlande Mika Kuusisto Harri Kirvesniemi Jari Räsänen Jari Isometsä |

### Femmes
| Épreuves        | Or                                                                                       | Argent                                                                     | Bronze                                                                    |
| 5 km classique  | Marjut Lukkarinen                                                                        | Lioubov Iegorova                                                           | Elena Välbe                                                               |
| 10 km poursuite | Lioubov Iegorova                                                                         | Stefania Belmondo                                                          | Elena Välbe                                                               |
| 15 km classique | Lioubov Iegorova                                                                         | Marjut Lukkarinen                                                          | Elena Välbe                                                               |
| 30 km libre     | Stefania Belmondo                                                                        | Lioubov Iegorova                                                           | Elena Välbe                                                               |
| Relais 4×5 km   | Équipe unifiée de l’ex-URSS Elena Välbe Raisa Smetanina Larisa Lazutina Lioubov Iegorova | Norvège Solveig Pedersen Inger Helene Nybråten Trude Dybendahl Elin Nilsen | Italie Bice Vanzetta Manuela Di Centa Gabriella Paruzzi Stefania Belmondo |

## Médailles
| Rang | Nations                     |   |   |   | Total |
| ---- | --------------------------- | - | - | - | ----- |
| 1er  | Norvège                     | 5 | 3 | 1 | 9     |
| 2e   | Équipe unifiée de l’ex-URSS | 3 | 2 | 4 | 9     |
| 3e   | Italie                      | 1 | 4 | 3 | 8     |
| 4e   | Finlande                    | 1 | 1 | 1 | 3     |
| 5e   | Suède                       | 0 | 0 | 1 | 1     |